# Sindromul Guillain-Barré
Sindromul Guillain-Barré sau poliradiculonevrită acută este o neuropatie periferică inflamatorie demielinizantă disimunitară, caracterizată clinic prin afectarea bilaterală și simetrică a unui număr de rădăcini nervoase rahidiene și a nervilor periferici corespondenți, și histologic printr-un proces de demielinizare (distrugerea tecii de mielină care înconjoară fibrele nervoase) și care regresează cel mai adesea spontan. Sindromul Guillain-Barré apare în 2/3 din cazuri după un episod infecțios gastrointestinal (frecvent cu Campylobacter) sau respirator, care precede instalarea tabloului clinic cu 1-30 de zile (în medie 10-20 de zile)  și pare să fie consecința unui răspuns imunitar declanșat de o agresiune, cel mai frecvent virală. Pe lângă formele idiopatice, există forme secundare unei infecții,  vaccinări, hemopatii, unei afecțiuni disimunitare sau cu anticorpi antigangliozide. În declanșarea acestei afecțiuni au fost incriminate numeroase virusuri (herpesvirus, HIV, citomegalovirus, virusuri rujeolic, rubeolic, urlian, Zika  etc), bacterii (în special Campylobacter jejuni). 
Tabloul clinic în faza de stare este caracterizat printr-o paralizie ascendentă simetrică care atinge cele patru membre (tetraplegie) și uneori nervii cranieni (diplegie facială, în ordinea frecvenței: IX, VII, X, III, VI), cu dureri frecvente, care pot persista timp îndelungat (mialgii, dureri la întinderea trunchiurilor nervoase și uneori dureri rahidiene), deficit senzorial moderat (parestezii sau disestezii) și areflexie osteotendinoasă. Sunt posibile complicații vitale: tulburări cardiorespiratorii, pandisautonomia acută Young și Adams (hipo- sau hipertensiune arterială, tulburări ale ritmului cardiac, tulburări ale sudorației), tulburările de deglutiție. Atingerea rădăcinilor cervicale și craniene antrenează o paralizie respiratorie și poate fi necesară ventilația mecanică. Boala evoluează în trei faze. 
În prima fază, care durează în medie 12 zile (între 3 zile și 1 lună), apare o paralizie a membrelor inferioare, care se extinde simetric la membrele superioare (tetraplegie) și la nervii cranieni, provocând paralizie facială, tulburări oculomotorii și de deglutiție. Poate apărea și o paralizie a mușchilor respiratori.
A doua fază, perioadă în platou, cu durata medie de 11 zile (între 1 și 35 de zile), în care semnele precedente neurologice sunt stabile. 
Cea de a treia fază, care poate dura de la câteva săptămâni la luni (în medie 24 de săptămâni), este cea de regresiune treptată a semnelor. Evoluția este cel mai frecvent favorabilă, cei mai mulți pacienți se refac considerabil după câteva luni; mai rar pot persista sechele motorii, aproximativ 30% din adulți și chiar mai mult dintre copii rămân cu pareză reziduală la 3 ani. 
Incidența sindromul Guillain-Barré este de 1-2 cazuri/100.000 de locuitori pe an. Sunt descrise mai multe forme clinice: sindromul Miller-Fisher,  pandisautonomia acută, forme motorii pure, forme senzitive pure, forme axonale senzitivo-motorii etc. Sindromul Miller-Fisher  este rar (în 5% din cazuri) și se caracterizează prin triada: oftalmoplegie, ataxie și areflexie osteotendinoasă. Pandisautonomia acută Young și Adams interesa sistemul nervos autonom și se manifestă prin oboseală, vărsături, tulburări de tranzit, hipotensiune arterială, uneori sincopă, puls fix, tulburări ale salivației și sudorației, anomalii pupilare. Diagnosticul este confirmat prin existența unei proteinorahii izolate, fără hipercitoză, în LCR (disociație albuminocitologică), și prin electromiogramă (EMG) care arată o afectare a nervilor periferici, mai ales o afectare mielinică senzitivo-motorie, diminuarea francă a vitezei de conducere nervoasă motorie cu blocuri de conducere, etc.  
Tratamentul include plasmafereza și perfuzii de imunoglobuline umane în doze mari. Corticosteroizii pot agrava evoluția și nu trebuie folosiți.